# Hemidactylus granti
Hemidactylus granti är en ödleart som beskrevs av  George Albert Boulenger 1899. Hemidactylus granti ingår i släktet Hemidactylus och familjen geckoödlor. IUCN kategoriserar arten globalt som nära hotad. Inga underarter finns listade i Catalogue of Life.